# Скляров, Юрий Александрович
Ю́рий Алекса́ндрович Скля́ров (8 февраля 1925, г. Курск, РСФСР, СССР, — 3 августа 2013, г. Москва, Российская Федерация) — советский партийный деятель. Кандидат исторических наук. Член ВКП(б) с 1944 года, кандидат в члены ЦК КПСС (1981—1989). Депутат Верховного Совета СССР 11-го созыва.

## Биография
Родился в 8 февраля в городе Курске. Русский. Член ВКП(б).
В феврале 1943 года Карамзомский РВК Алма-Атинской области Казахской ССР Скляров был призван в армию из 10-го класса школы и зачислен в Гомельское военное пехотное училище. На фронт он попал в октябре 1943 года - был определен в орудийный расчет 746-го отдельного истребительно-противотанкового артиллерийского дивизиона 25-го танкового корпуса.
После попадает в полевой госпиталь, откуда в апреле 1944 года направляется в 297-й отдельный истребительно-противотанковый артиллерийский дивизион 322-й Краснознаменной Житомирской стрелковой дивизии 60-й армии 1-го Украинского фронта, участвует в Львовско-Сандомирской операции.
В составе сводного полка 4-го Украинского фронта отправляется в Москву, где вливается в колонну из 36 знаменосцев — воинов отличившихся частей 4-го Украинского фронта, участник Парада Победы, старший сержант.

## После войны
В конце 1945 года уволился из армии и в селе Ново-Таволжанка Белгородской области учился в 10-м классе, получив аттестат зрелости и золотую медаль. Затем поступил в Харьковский государственный университет имени А. М. Горького. В 1951 году окончил полный курс исторического факультета, поступил в аспирантуру, защитил кандидатскую диссертацию, недолго работал преподавателем, доцентом кафедры марксизма-ленинизма Харьковского государственного университета.
Затем в течение семи лет лектор Харьковского горкома КП Украины и руководитель лекторской группы Харьковского обкома партии. В 1963 году возвращается в Харьковский университет и работает сначала доцентом кафедры истории КПСС, затем заведующим кафедрой научного коммунизма. С конца 1964 года и почти до конца 1969 года — секретарь Харьковского обкома КП Украины.
В октябре 1969 года был переведён в Москву на должность заместителя заведующего отделом пропаганды ЦК КПСС. В мае 1976 года стал первым заместителем главного редактора «Правды» В. Г. Афанасьева. С мая 1982 года более четырёх лет — шеф-редактор журнала «Проблемы мира и социализма». С июля 1986 по ноябрь 1988 года — заведующий отделом пропаганды ЦК КПСС.
Дважды избирался кандидатом в члены ЦК КПСС, был депутатом Верховного Совета РСФСР и Верховного Совета СССР, членом редакционных коллегий журналов «Коммунист» и «Партийная жизнь».
С ноября 1988 года на пенсии. Умер в Москве 3 августа 2013 года. Похоронен на Троекуровском кладбище.

## Награды
Награждён орденами Ленина, Октябрьской Революции, Красного Знамени, тремя орденами Трудового Красного Знамени, орденами Отечественной войны II степени (1985), Славы III степени, многими медалями.